# ژاکوس اسپیسر
ژاکوس اسپیسر (به انگلیسی: Jacques Spiesser) (زاده ۷ ژوئن ۱۹۴۷) بازیگر فرانسوی است.
از فیلم‌های معروف او می‌توان به بازی در فیلم گرانبها و شارل کبیر اشاره کرد.